# Герб Нахімовського району
Герб Нахімовського району — офіційний символ села Нахімовського району міста Севастополя.
Герб затвердила ХХІХ сесія Нахімовської районної у місті Севастополі ради 6-го скликання рішенням № C 29-6/1218 від 15 березня 2013 року. 

## Опис (блазон)
Щит перетятий срібною хвилястою знизу балкою; у верхньому червоному полі срібна оборонна вежа Малахового кургану, у нижньому синьому — золотий адміралтейський якір.
Щит вписаний у еклектичний картуш, увінчаний срібною міською короною.

## Зміст
Оборонна вежа Малахового кургану символізує славні бойові традиції. Хвиляста балка вказує, що район розташований на березі Чорного моря. Якір означає Морський завод, з якого розпочався розвиток Севастополя.
Срібна міська корона означає міський населений пункт або його район.